# Parco regionale naturale dei Monti Lucretili
Il parco naturale regionale dei Monti Lucretili è un'area naturale protetta della regione Lazio istituita nel 1989.

## Territorio
Il Parco regionale, in parte ancora incontaminato, si trova sulla dorsale calcarea del pre-appennino laziale, si estende per 18.000 ettari e il suo nucleo principale è costituito dai Monti Lucretili.
Le vette più alte, Monte Pellecchia (1368 m) e Monte Gennaro (1271 m), si stagliano ben visibili a N-E di Roma.

### Comuni
Il territorio del parco comprende 13 comuni che appartengono a due province (Roma e Rieti) e tre Comunità Montane (XI, X e XX).

Di seguito i Comuni che appartengono al parco:
- Licenza
- Marcellina
- Monteflavio
- Montorio Romano
- Moricone
- Orvinio
- Palombara Sabina
- Percile
- Poggio Moiano
- Roccagiovine
- San Polo dei Cavalieri
- Scandriglia
- Vicovaro

## Ambiente

### Flora

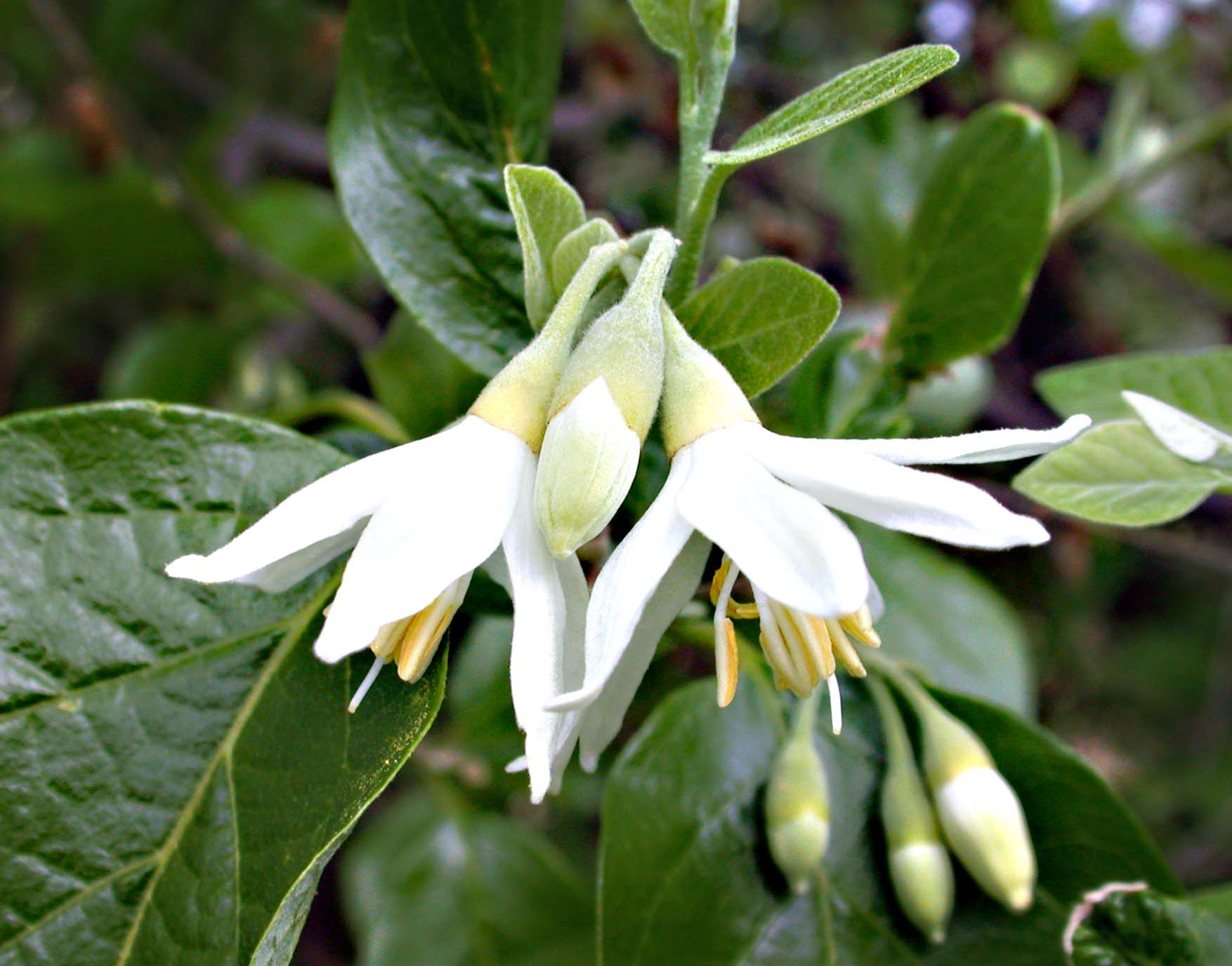

Nonostante la vicinanza della Capitale (30 km), il Parco conserva ancora molte superfici boscate tra cui spiccano splendide faggete.
Presenti specie vegetali rare come lo storace (Styrax officinalis - simbolo del Parco) e l’Iris sabina.

### Fauna
Per quanto riguarda la fauna da notare il “ritorno” del lupo e dell'orso e la nidificazione di una coppia di aquila reale sulle pendici del Monte Pellecchia.

## Punti di interesse
Le importanti testimonianze storico-archeologiche del passato, la presenza di 13 Comuni con i loro caratteristici centri storici, la possibilità di acquistare prodotti locali di pregio come l'olio extravergine di oliva e il pernottamento in alberghi e pensioni e anche in aziende agrituristiche o bed&breakfast, contribuiscono a rendere molto interessante e varia la visita al Parco.
- i due “Lagustelli" di Percile, di origine carsica (Percile, RM)
- le foreste di faggio della Valle Cavaliera (San Polo dei Cavalieri, RM)
- la Chiesa di S. Maria in Monte Dominici del XIII secolo (Marcellina, RM))
- villa di Orazio Flacco, in loc. Vigne S. Pietro (Licenza, RM)
- castrum medievale di Castiglione (Palombara Sabina, RM)
- tempietto di S. Giacomo Maggiore (Vicovaro, RM)
- i frantoi dell'olio di Sabina DOP

## Strutture ricettive
Informazioni sul Parco si possono ottenere presso i Centri Visita presenti in ogni Comune dell'area protetta.
Nell'area protetta si possono effettuare escursioni di varia difficoltà e trekking, grazie alla segnalazione sul terreno, a norma CAI, di 53 sentieri per oltre 230 km di percorsi.